# 필리프 산덴

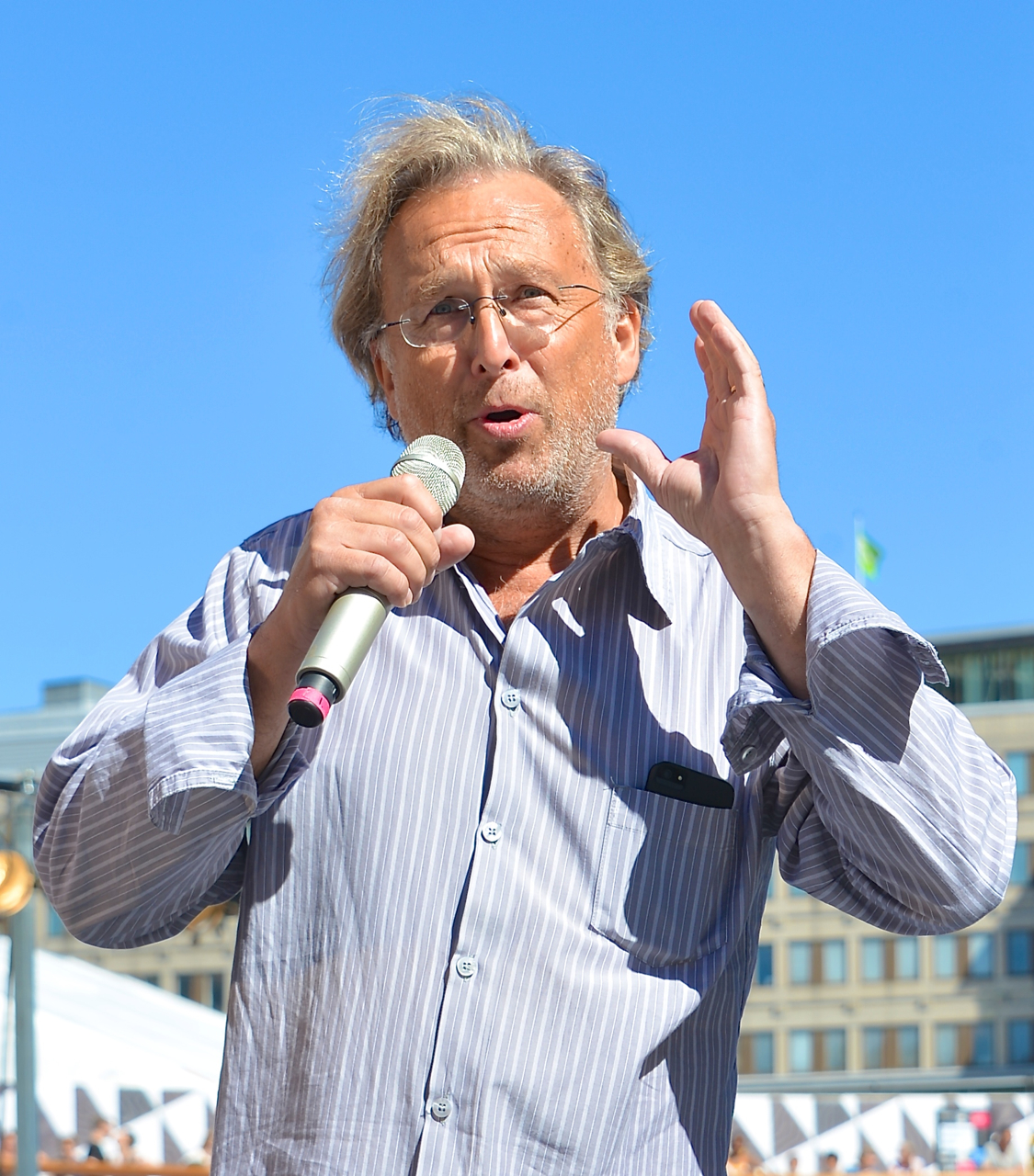
산덴(2013년)

예스타 장 필리프 산덴(스웨덴어: Gösta Jean Philip Zandén, 1954년 7월 23일~)은 스웨덴의 배우, 영화 감독이다.
예테보리에서 태어났다.

## 작품 목록

### 영화
- 아틀란티스의 왕 (2019년) - 망누스 역
- 438일 (2019년) - 칼 빌트 역
- 아이 러브 유 - 어 디볼스 코미디 (2016년)
- 미키 앤 베로니카 (2014년)
- 디사이플 (2013년)
- 다시, 뜨겁게 사랑하라! (2012년)
- 리트레이스 (2011년)
- 서든리 (2006년)
- 오픈 하트 (2002년)
- 센드 모어 캔디 (2001년)
- 록스타 유괴 사건 (2001년)
- 트로로사 (2000년)
- 프롬프터 (1999년)
- 크레도 (1997년)
- 라이크 잇 네버 워스 비포 (1995년)
- 팔렛 파라곤 (1994년)
- 프로이트의 리빙 홈 (1991년)
- 수호천사 (1990년)
- 암호명 콕 로즈 (1989년)
- 산적의 딸 로냐 (1984년)